# Сунтар (аэропорт)
«Сунтар» — региональный аэропорт в с. Сунтар. Находится в 1 км севернее села и связан с ним бетонной дорогой. Открыт в 1948 году.

## Принимаемые типыВС
Ан-12, Ан-24, Ан-26, Ан-38, Ан-72, Ан-140, Ил-114, Як-40, Л-410 и др. типы ВС 3-4 классов, вертолёты всех типов.

## Показатели деятельности
| год        | 2014   | 2015   | 2016   | 2017   |
| пассажиров | 11 387 | 11 320 | 10 744 | 11 303 |
| Источники: |        |        |        |        |